# Darwin College
Pour les articles homonymes, voir Darwin.
Darwin College est l'un des 31 collèges de l'université de Cambridge au Royaume-Uni. Il est situé sur la rive gauche de la Cam qui traverse la ville de Cambridge.
Fondé en 1964, il est le premier collège à n'accepter que des « postgraduate students », c'est-à-dire des étudiants en master (équivalent d’un niveau bac + 5 en France ou d'une maîtrise au Canada) ou en Ph.D. (équivalent du doctorat en France). Aujourd’hui, Clare Hall College est le second collège à n'accepter que des « postgraduate students ».
Le collège est nommé en l'honneur de la famille Darwin qui jadis possédait les terres sur lesquelles il est construit.
Comme tous les collèges de l'université de Cambridge, Darwin est jumelé à un collège de l'université d'Oxford, Wolfson College.

## Histoire
En juin 1963, les dirigeants (Masters et Fellows) des collèges de Gonville & Caius, St. John’s et Trinity ont fait savoir qu’ils souhaitaient fonder un nouveau collège uniquement réservé aux étudiants de 3e cycle. 
Or, après la mort six mois plus tôt de Sir Charles Darwin, petit-fils du grand biologiste britannique Charles Darwin, la famille Darwin avait pris la décision de libérer les bâtiments, Newnhnam Grange et The Old Granary, ainsi que les terres que le défunt occupait. Cet événement malheureux a largement contribué à la fondation du futur Darwin College car lorsqu’on proposa à la famille d’y bâtir le nouveau collège, celle-ci a réagi avec beaucoup d’enthousiasme et a de suite donné son accord pour lui attribuer le nom de Darwin College. 
Ainsi, quand fut officiellement prononcée en juin 1963 la décision de bâtir un nouveau collège, un nom et un emplacement lui avaient déjà été choisis.
L’expansion future du collège fut ensuite grandement facilitée, en juin 1964, par la généreuse donation de 500 000 £ de la fondation Max Rayne.
Le collège s’est par la suite petit à petit agrandi au fil des acquisitions des bâtiments aux alentours. Début 1966, le collège acquit l’Hermitage et la maison près de Newnham Grange. Ces deux bâtiments furent reliés grâce à la construction de logements (The Rayne building) et d’un réfectoire. Aujourd’hui, ils ne forment plus qu’un seul ensemble qui constitue le corps principal du collège.
Au cours des années suivantes, plusieurs maisons un peu plus éloignées furent également acquises notamment Franck Young House et Gwen Raverat House (nommée d’après Gwen Raverat, la petite fille de Charles Darwin qui a grandi à Newnham Grange) ainsi que Malting House et le 49 Newnham Road.

## Éducation

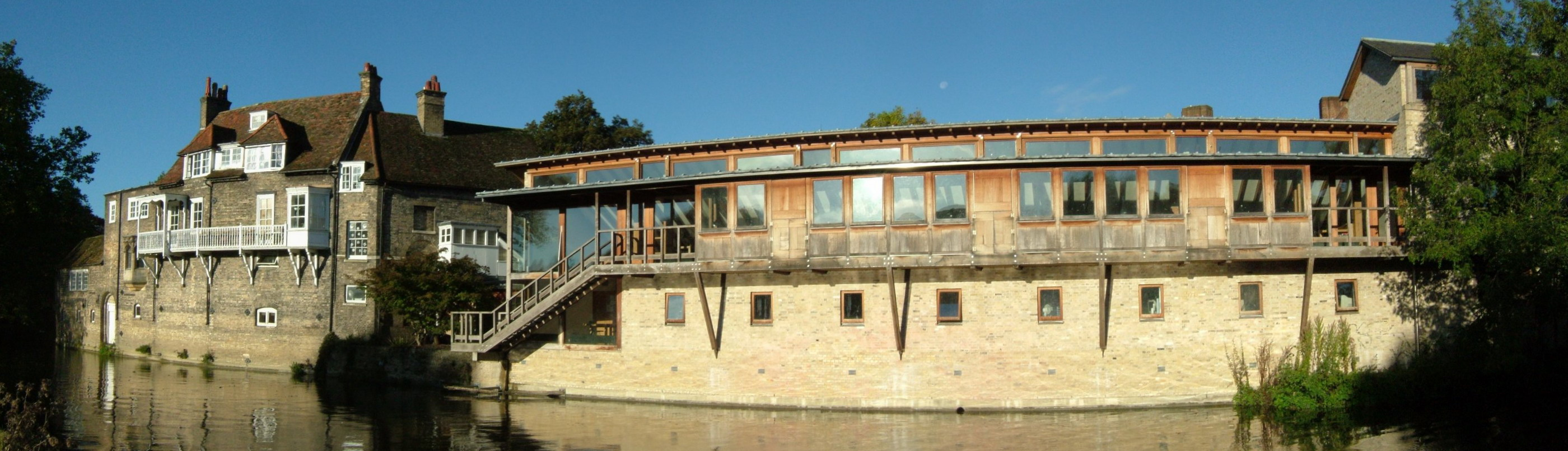
Darwin College : The Old Granary transformée en bibliothèque.

Pour l’année universitaire 2004/2005, le collège a accueilli 578 étudiants, la plupart en Master of Philosophy (cours suivi après un Bachelor) ou un Ph.D. (équivalent du Doctorat).
Une des caractéristiques de Darwin College est que, suivant les années, de 50 à 60 % des étudiants ne sont pas originaires du Royaume-Uni mais proviennent d’une cinquantaine de pays étrangers.
Darwin College est aussi connu pour ses séries de conférences (Darwin lecture series). 
Chaque année depuis 1986, durant le second semestre, une série de conférences portant sur un thème précis est proposée au grand public. Les intervenants sont généralement des personnes de renommée dans ces domaines. Les thèmes abordés ont été, par exemple, « Les Origines » en 1986,  « Prédire le Futur » en 1991, « Couleur : Art & Science » en 1993, « Le Temps » en 2001…
Tous les ans, ces séries de conférences sont réunies et publiées par Cambridge University Press(en anglais).

## Anciens élèves
- Dian Fossey : Éthologiste américaine, spécialiste du comportement des gorilles, PhD en zoologie en 1974
- Moses Finley : Historien américain puis britannique, spécialiste de l'Antiquité grecque, Master du College
- Elizabeth Blackburn : Prix Nobel de physiologie ou médecine en 2009